# ノイズ (電子工学)
電子工学におけるノイズ（noise）または雑音とは電気信号の無作為な変動であり、全ての電気回路に存在する。電子機器が発生するノイズは様々で、その発生原因もいくつかある。熱雑音とショット雑音は物理法則に起因し、防ぐことができない。一方、他のノイズは機器に起因するもので、多くが製造品質や半導体の欠陥による。
一般にノイズは好ましくないが、ノイズを有効活用する用途として乱数発生や後述するディザがある。

## 指標
電気通信においては、ノイズは有用な情報を含む信号に対して誤りや不要で無作為な外乱をもたらし、受信側の検波器やデコーダの前または後に生じる。ノイズは天然や人造の発生源からの無用かつ妨げとなるエネルギーの総和である。しかしノイズは一般に混信（漏話、ジャミング、特定の送信機による他の好ましくない電波障害）と区別され、SN比（信号対雑音比）のほかにSIR（信号対混信比）やSNIR（信号対雑音干渉電力比）といった指標がある。また、信号波形の好ましくない変形である歪みとも区別されるのが普通で、SINAD（信号対雑音＋歪み比）という指標がある。搬送波を変調する通過帯域アナログ通信システムにおいては、受信機の入力におけるCNR（搬送波対雑音比）が実際に受信された信号におけるSN比の一定部分を生じる。デジタル通信システムでは、Eb/N0が符号誤り率の一定部分を生じる。

## 種類

### 熱雑音
熱雑音はジョンソン・ナイキスト・ノイズとも呼ばれ、電気伝導体中の電荷担体（通常は電子）の熱による無作為な動きによって発生し、防ぐことが出来ない。印加電圧の大小に関わらず発生する。
熱雑音はほぼホワイトノイズであり、そのパワースペクトル密度は周波数スペクトル全域に渡ってほぼ同じである。その信号としての振幅は正規分布に極めて近い。熱雑音の影響を考慮した通信システムのモデルとして「加法性ホワイトガウスノイズ (AWGN) チャネル」がある。
抵抗器 R（Ω）で帯域幅 Δf（Hz）のとき、熱雑音 {\displaystyle v_{n}} の二乗平均平方根 (RMS) 電圧は次のようになる。
{\displaystyle v_{n}={\sqrt {4k_{B}TR\Delta f}}}
ここで kB はボルツマン定数（J/K）、T はその抵抗器の絶対温度（K）である。
熱雑音の量はその回路の温度によって決まるため、電波望遠鏡のプリアンプのような高感度の回路では、液体窒素で冷却して熱雑音を低減させることがある。
また、雑音元(信号元)から回路に入力される雑音電力を入力雑音電力と言い、電気通信分野での増幅器雑音計算には専らこちらが使用される。入力雑音電力N i [W]は次式で与えられる。
{\displaystyle N_{\mathrm {i} }=k_{\mathrm {B} }T\Delta f}

### ショットノイズ
ショットノイズとは、電気伝導体における電流の統計的に無作為なゆらぎであり、防ぐことができない。無作為なゆらぎは電流が離散的な電荷（電子）の流れであることに起因するもので、常につきまとう問題である。

### フリッカノイズ
フリッカノイズは1/fノイズとも呼ばれ、高周波ほど確実に小さくなるピンクノイズの周波数スペクトルを持つノイズ（信号）である。ほとんど全ての電子素子で発生し、その原因となる物理現象は様々だが直流成分と密接な関係がある。

### バーストノイズ
バーストノイズは、2つかそれ以上のレベル間で（ガウス雑音的でない）突然のステップ状の遷移が起きるもので、その差は数百ミリボルト程度であり、無作為かつ予測不能なタイミングで発生する。オフセット電圧またはオフセット電流のシフトは数ミリ秒続き、そのパルスの間隔は低周波の範囲内（100Hz未満）ということが多い。そのため、音響回路でパチパチいう破裂音として現れポップコーン・ノイズとも呼ばれる。

### アバランシェノイズ
アバランシェノイズは、接合ダイオードがアバランシェ降伏点で動作するときに発生するもので、衝突電離によって自由電子が急激に増加するため、電流が不安定に増大しノイズとなる現象である。

## 定量化
電子システムにおける雑音レベルは一般に、電力 N（単位はWまたはdBm）、二乗平均平方根 (RMS) 電圧（単位はVまたはdBμV、ノイズの標準偏差と同じ）、平均平方誤差 (MSE) 電圧（単位はV2）で示される。ノイズの特性を表すのに、確率分布や雑音スペクトル密度 N0(f) （単位はV/Hz）を使うこともある。
ノイズ信号は一般に有用な情報信号に線形に付加されると考えられる。ノイズに関する典型的な信号品質尺度としてSN比（信号対雑音比）があり、アナログ-デジタル変換や圧縮におけるSQNR（信号対量子化雑音比）、画像や動画の符号化におけるPSNR（ピーク信号対雑音比）、デジタル通信におけるEb/N0、搬送波変調システムにおけるCNR（搬送波対雑音比）、カスケード増幅器における雑音指数などがある。
ノイズは確率過程であり、その確率的特性は分散、分布、スペクトル密度などで表される。ノイズのスペクトル分布は周波数によって変化することがあるので、その電力密度はワット毎ヘルツ (W/Hz) という単位で表される。抵抗器における電力はそこに印加された電圧の二乗に比例するので、ノイズ電圧（密度）はノイズ電力密度の平方根で計算でき、その単位は {\displaystyle \scriptstyle \mathrm {V} /{\sqrt {\mathrm {Hz} }}} となる。オペアンプなどの集積回路では入力換算雑音 (EIN) が一般に使われる。
ノイズ電力はワットまたは標準電力からの相対指標としてデシベル (dB) で表され、一般にdB の後にサフィックスをつけて示す。例えば、雑音レベルの測定単位として、dBu、dBm0、dBrn、dBrnC、dBrn(f1 − f2)、dBrn(144-line) などがある。
雑音レベルは一般に信号レベルと相反するものと見なされ、SN比の一部とされることが多い。電気通信システムは効率的にデータを送るためにSN比を増大させるよう努力してきた。実際、送信信号が雑音レベル（ノイズフロア）以下になると、受信機がデータを復元できなくなる。電気通信システムにおけるノイズは、内部で発生するものと外部で発生するものがある。

## ディザ
量子化雑音のようにノイズ発生源が信号そのものと密接に相関している場合、ディザと呼ばれるノイズを意図的に導入することで問題となる帯域幅におけるノイズの総量を減らすことができる。この技法は機器の名目検出しきい値以下で信号を扱えるようにする。確率共鳴の一例である。